# 한계미 선생 묘 및 신도비
한계미 선생 묘 및 신도비는 경기도 고양시 덕양구 관산동에 있다. 1986년 6월 16일 고양시의 향토문화재 제21호로 지정되었다.

## 개요
조선조 전기의 문신인 한계미의 묘소와 신도비이다. 조각 수법이 뛰어난 신도비가 독특하며 묘소에는 오래된 문인석이 배치되어 있다.